# 2006 v letectví
Tento článek obsahuje seznam událostí souvisejících s letectvím, které proběhly roku 2006.

## Události

### Leden
- 19. ledna – Antonov An-24 Slovenské armády s 43 osobami na palubě se zřítil u obce Hejce v Maďarsku pouhé 3 km od hranic se Slovenskem. Při pádu letadla zemřelo 41 vojáků a 1 civilní zaměstnanec ministerstva obrany, 1 voják přežil. Letoun přivážel zpět slovenské příslušníky sil KFOR z půlroční služby v Kosovu.

### Září
- 9. září – v závodě o Pohár Gordona Bennetta zvítězili Belgičané Philippe De Cock a Ronny Van Havere (oba podruhé)

### Prosinec
- 15. prosince – První let bombardéru B-52 Stratofortress USAF poháněného směsí paliva tvořené z 50 % standardním leteckým palivem JP-8 a z 50 % syntetickým palivem společnosti Syntroleum.

## První lety

### Duben
- 7. dubna – Boeing X-37, první volný let

### Červen
- 8. června – Bell 417
- 19. června – Lockheed C-5M Super Galaxy

### Srpen
- 9. srpna – BAE Skylynx II, UAV
- 15. srpna – EA-18 Growler, první sériový stroj

### Září
- 5. září – Boeing 737-900ER.
- 12. září – Boeing 747 Large Cargo Freighter.

### Prosinec
- 15. prosince – F-35 Lightning II, (F-35A)
- 18. prosince – MQ-8B Fire Scout